# Tom Rapnouil
Tom Rapnouil-Zarandona (Poissy, 9 febbraio 2001) è un calciatore francese, di origini martinicane, difensore dell'Al-Markhiya e della nazionale martinicana.

## Caratteristiche tecniche
È un terzino sinistro.

## Carriera

### Club
Rapnouil è cresciuto nel settore giovanile del Tolosa, con cui ha debuttato il 10 febbraio 2021 nell'incontro di Coppa di Francia vinto 2-0 contro il Bordeaux. Il 13 maggio seguente ha firmato il primo contratto professionistico.
Il 31 agosto 2022 è stato ceduto in prestito per una stagione al Botev Vraca. Il 28 giugno 2023 ha lasciato definitivamente il club francese ed ha firmato con il CSKA 1948 Sofia.

### Nazionale
Ha giocato nelle nazionali giovanili francesi Under-16, Under-17 ed Under-18.
Il 3 ottobre 2024 è stato convocato dalla nazionale martinicana ed ha debuttato pochi giorni dopo nell'incontro di CONCACAF Nations League vinto 1-0 contro la Guadalupa.

## Statistiche

### Presenze e reti nei club
Statistiche aggiornate al 15 novembre 2024.
| Stagione                  | Squadra                   | Campionato                | Campionato | Campionato | Coppe nazionali | Coppe nazionali | Coppe nazionali | Coppe continentali | Coppe continentali | Coppe continentali | Altre coppe | Altre coppe | Altre coppe | Totale | Totale | Totale |
| Stagione                  | Squadra                   | Comp                      | Pres       | Reti       | Comp            | Pres            | Reti            | Comp               | Pres               | Reti               | Comp        | Pres        | Reti        | Pres   | Reti   |        |
| ------------------------- | ------------------------- | ------------------------- | ---------- | ---------- | --------------- | --------------- | --------------- | ------------------ | ------------------ | ------------------ | ----------- | ----------- | ----------- | ------ | ------ | ------ |
| 2018-2019                 | Tolosa 2                  | N3                        | 10         | 0          | -               | -               | -               | -                  | -                  | -                  | -           | -           | -           | 10     | 0      |        |
| 2019-2020                 | Tolosa 2                  | N3                        | 14         | 0          | -               | -               | -               | -                  | -                  | -                  | -           | -           | -           | 14     | 0      |        |
| 2020-2021                 | Tolosa 2                  | N3                        | 5          | 0          | -               | -               | -               | -                  | -                  | -                  | -           | -           | -           | 5      | 0      |        |
| 2021-2022                 | Tolosa 2                  | N3                        | 11         | 0          | -               | -               | -               | -                  | -                  | -                  | -           | -           | -           | 11     | 0      |        |
| Totale Tolosa 2           | Totale Tolosa 2           | Totale Tolosa 2           | 40         | 0          |                 | -               | -               |                    | -                  | -                  |             | -           | -           | 40     | 0      |        |
| 2020-2021                 | Tolosa                    | L2                        | 0          | 0          | CF              | 4               | 0               | -                  | -                  | -                  | -           | -           | -           | 4      | 0      |        |
| 2021-2022                 | Tolosa                    | L2                        | 2          | 0          | CF              | 1               | 0               | -                  | -                  | -                  | -           | -           | -           | 3      | 0      |        |
| Totale Tolosa             | Totale Tolosa             | Totale Tolosa             | 2          | 0          |                 | 5               | 0               |                    | -                  | -                  |             | -           | -           | 7      | 0      |        |
| 2022-2023                 | Botev Vraca               | 1L                        | 15         | 0          | CB              | 1               | 0               | -                  | -                  | -                  | -           | -           | -           | 16     | 0      |        |
| 2023-2024                 | CSKA 1948 Sofia II        | 2L                        | 16         | 0          | -               | -               | -               | -                  | -                  | -                  | -           | -           | -           | 16     | 0      |        |
| 2024-2025                 | CSKA 1948 Sofia II        | 2L                        | 2          | 0          | -               | -               | -               | -                  | -                  | -                  | -           | -           | -           | 2      | 0      |        |
| Totale CSKA 1948 Sofia II | Totale CSKA 1948 Sofia II | Totale CSKA 1948 Sofia II | 18         | 0          |                 | -               | -               |                    | -                  | -                  |             | -           | -           | 18     | 0      |        |
| 2023-2024                 | CSKA 1948 Sofia           | 1L                        | 5          | 0          | CB              | 1               | 0               | UECL               | 1                  | 0                  | SB          | 0           | 0           | 7      | 0      |        |
| 2024-2025                 | CSKA 1948 Sofia           | 1L                        | 7          | 0          | CB              | 1               | 0               | UCL                | 3                  | 0                  | -           | -           | -           | 11     | 0      |        |
| Totale CSKA 1948 Sofia    | Totale CSKA 1948 Sofia    | Totale CSKA 1948 Sofia    | 12         | 0          |                 | 2               | 0               |                    | 4                  | 0                  |             | 0           | 0           | 18     | 0      |        |
| Totale carriera           | Totale carriera           | Totale carriera           | 87         | 0          |                 | 8               | 0               |                    | 4                  | 0                  |             | 0           | 0           | 99     | 0      |        |

### Cronologia presenze e reti in nazionale
| Cronologia completa delle presenze e delle reti in nazionale ― Martinica | Cronologia completa delle presenze e delle reti in nazionale ― Martinica | Cronologia completa delle presenze e delle reti in nazionale ― Martinica | Cronologia completa delle presenze e delle reti in nazionale ― Martinica | Cronologia completa delle presenze e delle reti in nazionale ― Martinica | Cronologia completa delle presenze e delle reti in nazionale ― Martinica | Cronologia completa delle presenze e delle reti in nazionale ― Martinica | Cronologia completa delle presenze e delle reti in nazionale ― Martinica |
| Data                                                                     | Città                                                                    | In casa                                                                  | Risultato                                                                | Ospiti                                                                   | Competizione                                                             | Reti                                                                     | Note                                                                     |
| ------------------------------------------------------------------------ | ------------------------------------------------------------------------ | ------------------------------------------------------------------------ | ------------------------------------------------------------------------ | ------------------------------------------------------------------------ | ------------------------------------------------------------------------ | ------------------------------------------------------------------------ | ------------------------------------------------------------------------ |
| 11-10-2024                                                               | Le Gosier                                                                | Guadalupa                                                                | 0 – 1                                                                    | Martinica                                                                | CONCACAF Nations League 2024-2025 - 1º turno                             | -                                                                        |                                                                          |
| 15-10-2024                                                               | Le Gosier                                                                | Martinica                                                                | 0 – 0                                                                    | Guadalupa                                                                | CONCACAF Nations League 2024-2025 - 1º turno                             | -                                                                        |                                                                          |
| Totale                                                                   |                                                                          | Presenze                                                                 | 2                                                                        |                                                                          | Reti                                                                     | 0                                                                        |                                                                          |

## Palmarès

### Club

#### Competizioni nazionali
- Ligue 2: 1

Tolosa: 2021-2022